# Verzorgingsplaats Frontera
Verzorgingsplaats Frontera is een verzorgingsplaats, gelegen aan de Nederlandse autosnelweg A4. Het ligt bij afrit 11 van de Belgische A12 bij Zandvliet aan de grens met België in de gemeente Woensdrecht.
De verzorgingsplaats Frontera is sober ingericht. Er is alleen de mogelijkheid om te parkeren. Er is ruimte voor vrachtwagens. De afrit naar deze verzorgingsplaats begint nog voor de grens, als afrit van de Belgische A12. Doordat de afritnummers van de Nederlandse A4 in België doorlopen, is ook deze Belgische afrit genummerd als afrit 11 Zandvliet.
Richting Antwerpen:
Den Ruygen Hoek · 
Bospoort · 
Peulwijk-West
Richting Amsterdam:
Frontera · 
Peulwijk-Oost · 
Aurora · 
Den Ruygen Hoek